# 運輸連接通
運輸連接通（英語：Transit Access Pass，簡稱TAP卡）是一種電子車票支付方式，主要用於美國加利福尼亞州洛杉磯縣的公共交通路線。
此卡由洛杉磯縣都會運輸局管理，卡片和收費系統由立方交通系統生產。運輸局的員工負責管理網站和提供顧客服務支援。